# Nola Darling n'en fait qu'à sa tête
Pour la série télévisée, voir Nola Darling n'en fait qu'à sa tête (série télévisée).
Pour plus de détails, voir Fiche technique et Distribution.
Nola Darling n'en fait qu'à sa tête (She's Gotta Have It) est un film de guérilla américain réalisé par Spike Lee, sorti en 1986.

## Synopsis
Nola Darling a trois amants : Mars Blackmon, cycliste dont l'ambition est de faire rire Nola ; Greer Childs, tombeur professionnel, et Jamie Overstreeet, le plus raisonnable des trois. Nola a également une voisine lesbienne, Opal, qui ne désespère pas de lui faire goûter d'autres plaisirs. Comme tous prétendent à l'exclusivité, Nola les convoque à un dîner !

## Fiche technique
Sauf indication contraire, les informations mentionnées dans cette section peuvent être confirmées par la base de données cinématographiques IMDb,  présente dans la section « Liens externes ».
- Titre français : Nola Darling n'en fait qu'à sa tête
- Titre original : She's Gotta Have It
- Réalisation : Spike Lee
- Scénario : Spike Lee (crédité Shelton J. Lee)
- Musique : Bill Lee
- Photographie : Ernest R. Dickerson
- Montage : Spike Lee
- Décors : Wynn Thomas
- Costumes : John Michael Reefer
- Production : Spike Lee
- Société de production : 40 Acres & A Mule Filmworks
- Société de distribution : Island Pictures (États-Unis)
- Genre : comédie dramatique
- Pays de production :  États-Unis
- Format : couleur et noir et blanc - 1,85:1 35 mm - son mono
- Budget : 185 000 dollars (estimation)
- Dates de sortie[1] : 
  - France : mai 1986 (festival de Cannes) ; 7 juin 1987 (sortie nationale)
  - États-Unis : 8 août 1986
  - Belgique : 18 juin 1987 (à Gand)

## Distribution
Sauf indication contraire, les informations mentionnées dans cette section peuvent être confirmées par la base de données cinématographiques IMDb,  présente dans la section « Liens externes ».
- Tracy Camilla Johns (VF : Maïk Darah) : Nola Darling
- Tommy Redmond Hicks : Jamie Overstreet
- John Canada Terrell (VF : Daniel Beretta) : Greer Childs
- Spike Lee : Mars Blackmon
- Raye Dowell : Opal Gilstrap
- Joie Lee : Clorinda Bradford
- S. Epatha Merkerson : Dr. Jamison
- Bill Lee (VF : Robert Liensol) : Sonny Darling, le père de Nola
- Erik Dellums (VF : Pascal Renwick) : dragueur[2] no 3
- Reginald Hudlin : dragueur no 4
- Ernest R. Dickerson (VF : Pascal Renwick) : dragueur no 8
- Fab Five Freddy (VF : Pascal Renwick) : dragueur no 10

## Production

### Développement
Nola Darling n'en fait qu'à sa tête est le premier long métrage de Spike Lee, après son film d'étude Joe's Bed-Stuy Barbershop: We Cut Heads en 1983 qui attire déjà l'attention en étant diffusé à la télévision américaine.
Spike Lee vit un échec : le financement de son film Messenger s'écroule juste avant le début de sa production. Il réécrit alors un nouveau scénario et tourne son nouveau film en super 16mm avec le budget à sa disposition[pas clair].

### Casting
Spike Lee voulait Eriq La Salle pour le rôle de Greer Childs mais l'acteur n'est pas tellement convaincu par le personnage et rejoint ensuite le syndicat SAG-AFTRA, compliquant ainsi les négociations.

### Tournage
Les répétitions durent deux semaines et le tournage douze jours.
Le tournage a lieu entre le 5 et le 20 juillet 1985 à Brooklyn.

## Accueil
Spike Lee, producteur, metteur en scène, scénariste, acteur et monteur a connu à la sortie de ce film à New York un énorme succès[réf. nécessaire].

## Distinctions

### Récompenses
- Festival de Cannes 1986 : prix de la jeunesse - film étranger[7]
- Los Angeles Film Critics Association 1986 : Prix de la nouvelle génération pour Spike Lee
- Film Independent's Spirit Awards 1987 : meilleur premier film

### Nomination
- Film Independent's Spirit Awards 1987 : meilleure actrice pour Tracy Camilla Johns

## Adaptation télévisée
Le film est adapté en série télévisée. Elle est diffusée sur Netflix entre 2017 et 2019. DeWanda Wise y incarne Nora Darling.